# Georg Busse (Kupferstecher)

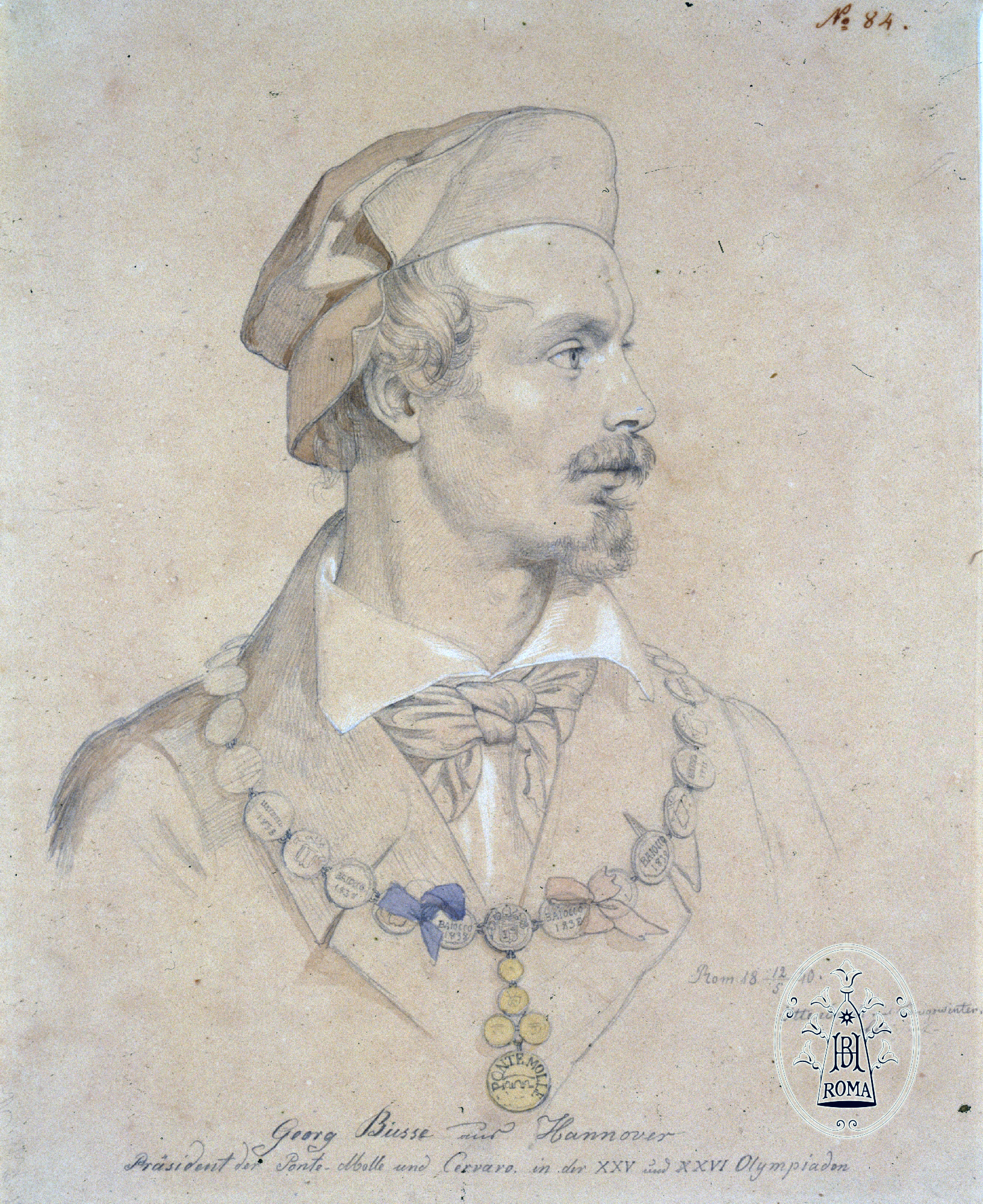
Georg Heinrich Busse 1840 in Rom, gezeichnet von Franz Ittenbach

Georg Busse (vollständiger Name Georg Heinrich Busse; geboren 17. Juli 1810 in Bennemühlen; gestorben 26. Februar 1868 in Hannover) war ein deutscher Zeichner, Maler, Hof- und Bibliotheks-Kupferstecher und Radierer.

## Leben

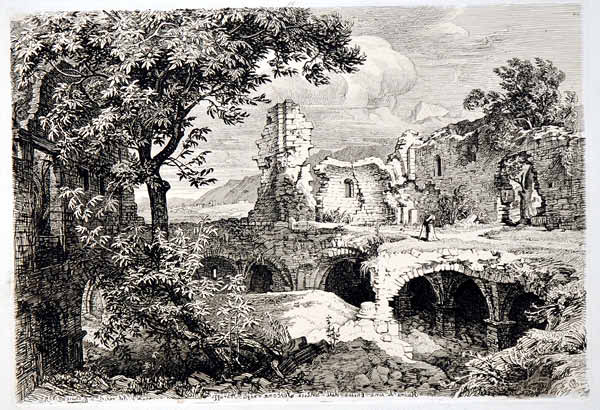
Ruinen von San Massimo, der ehemaligen Kathedrale von Forcona in der Provinz L’Aquila, 1839

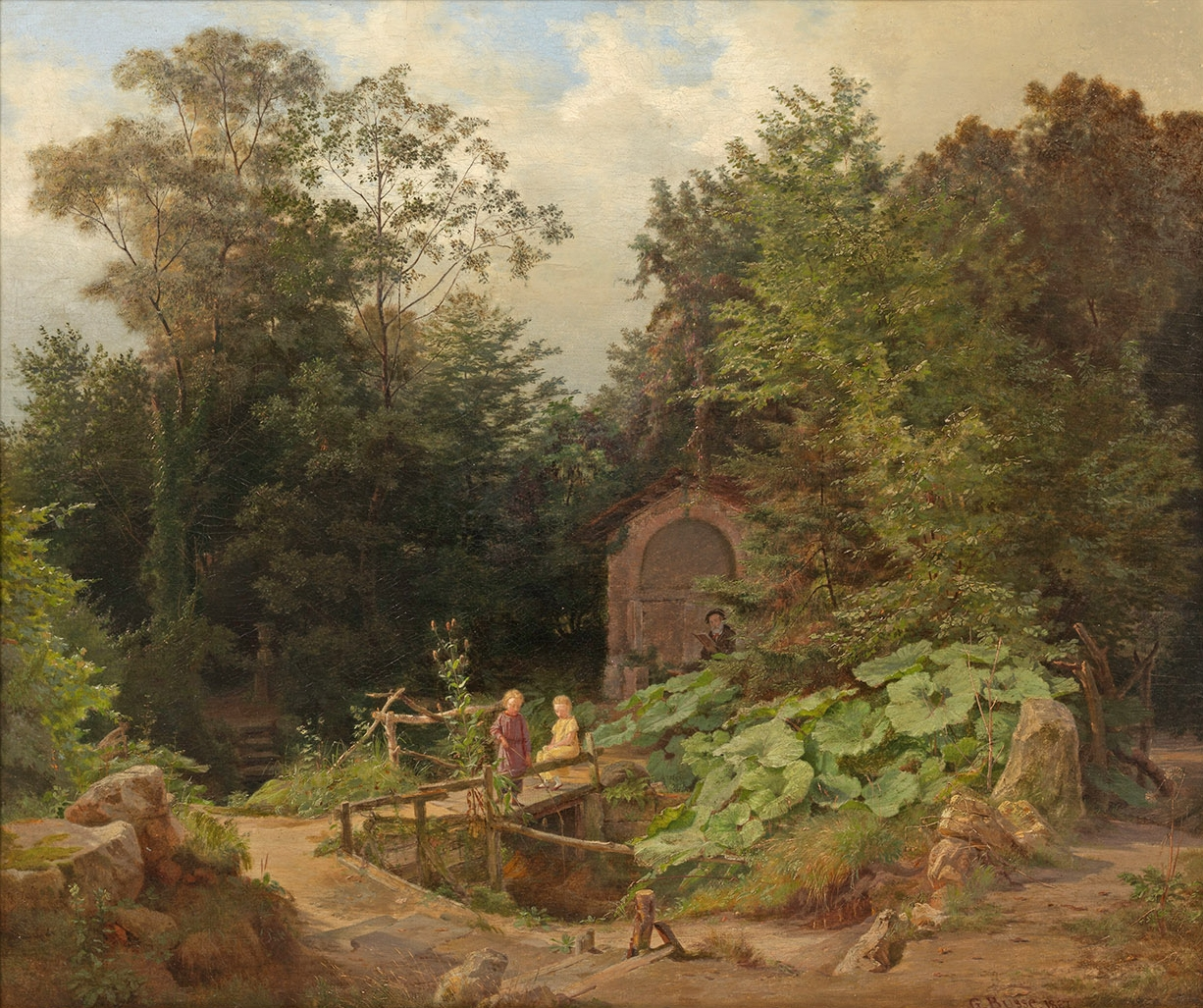
Gartenlandschaft mit angelnden Kindern am Bach, 1867

Georg Busse wurde während der sogenannten „Franzosenzeit“ im Jahr 1810 in Bennemühlen geboren als Sohn des dort tätigen Amtszimmermeisters H. Busse. Als Georg Heinrich Busse wurde er in jungen Jahren Waise und daraufhin von dem Bissendorfer Pfarrer Meyer an den Maler Burchard Giesewell vermittelt, der an der Königlichen Hofschule in Hannover und der Neustädter Knabenschule in der Calenberger Neustadt unterrichtete. Ab 1829 studierte Busse mit finanzieller Unterstützung aus dem Welfenhaus an der Akademie der Bildenden Künste Dresden, wo er unter Professor Christian Friedrich Stölzel das Kupferstechen erlernte. Vier Jahre später erhielt er 1833 in Dresden jedoch ein „erstes Ehrenzeugniss“ für Landschaftszeichnungen, 1834 dann auch einen ersten Preis der Akademie für seine Kupfersticharbeiten.
Die Dresdner Akademie setzte sich beim hannoverschen Königshaus so für ihren Schüler ein, dass Busse mit einem Stipendium 1835 zu Studienzwecken nach Italien reisen konnte. Neun Jahre verbrachte Georg Busse in Italien und ließ sich dort in seiner künstlerischen Entwicklung beeinflussen, in Rom insbesondere bei Joseph Anton Koch. Der Ponte-Molle-Gesellschaft zugehörig wurde Busse als Präsident der „Cervaro-Feste“ der XXV. und XXVI. Olympiaden in Rom auf einer Porträtzeichnung des Nazareners Franz Ittenbach festgehalten. In Italien lernte er auch seine spätere Ehefrau kennen: Antonie Eckermann aus Hamburg.
Als Busse 1844 nach Hannover zurückkam, wurde er dort – mit einer Sinekure von jährlich 400 Talern – als „Bibliothekskupferstecher“ angestellt in der Königlichen Bibliothek (früher „Königlich öffentliche Bibliothek“ im Gebäude des Hauptstaatsarchivs; heute großteils Gottfried Wilhelm Leibniz Bibliothek – Niedersächsische Landesbibliothek).
In Hannover wurde Busse Mitglied des Hannoverschen Künstlervereins. Hatte er sich bisher „nur“ mit Zeichnungen, Kupferstichen sowie zum Beispiel 1846 in Hannover mit seinen achtzehn „Malerischen Radierungen verschiedener Gegenden Italiens“ hervorgetan, die zu den besten Blättern Busses gezählt werden, schuf er seit 1849 auch Ölgemälde, die er beinahe jährlich auf Kunstausstellungen präsentierte. Nach seiner Heirat mit Antoine Eckermann 1849 kaufte Georg V., seinerzeit noch Kronprinz des Königreichs Hannover, 1850 seine „Ruinen der Kaiserpaläste zu Rom“.
1857/58 ging Busse auf eine längere Reise nach Algier, Malta und wieder nach Italien. Nachdem seine erste Frau Antonie nach nur wenigen Ehejahren gestorben war, heiratete Busse 1858 Johanne Selle aus Gittelde, mit der er dann zwei Kinder hatte.

## Ehrungen, Museen
- Die 1962 in Groß-Buchholz angelegte Bussestraße erinnert mit ihrer Namensgebung an den Maler und Hofkupferstecher.[5]
- Das Richard-Brandt-Heimatmuseum in Bissendorf erinnert mit Exponaten an Busse.[7]

## Werke (Auswahl)
Nachdem Busses Frühwerke unter dem Einfluss von Joseph Anton Koch standen, wurden seine späteren Werke realistischer und detailgetreuer, oft sogar fast wissenschaftlich exakt, jedoch mit romantischen Zügen. Joseph Hellers Handbuch für Kupferstichsammler (siehe Literatur) führt einen Großteil der Arbeiten Busses auf.
Arbeiten von Busse finden sich heute vor allem in Hannover im Niedersächsischen Landesmuseum sowie in Köln im Wallraf-Richartz-Museum.
- 1832 „angekauft vom Sächsischen Kunstvereine“:[10]
  - Tiroler See nach Bernhard Stange, Kupferstich im Auftrag von Kaufmann Leonhardt, Dresden
  - Abenddämmerung nach Georg Heinrich Crola, Kupferstich im Auftrag Frau Chaussee-Inspektor Bormann
- 1847: Caroline Herschel, Radierung[11]